# Sete Diáconos

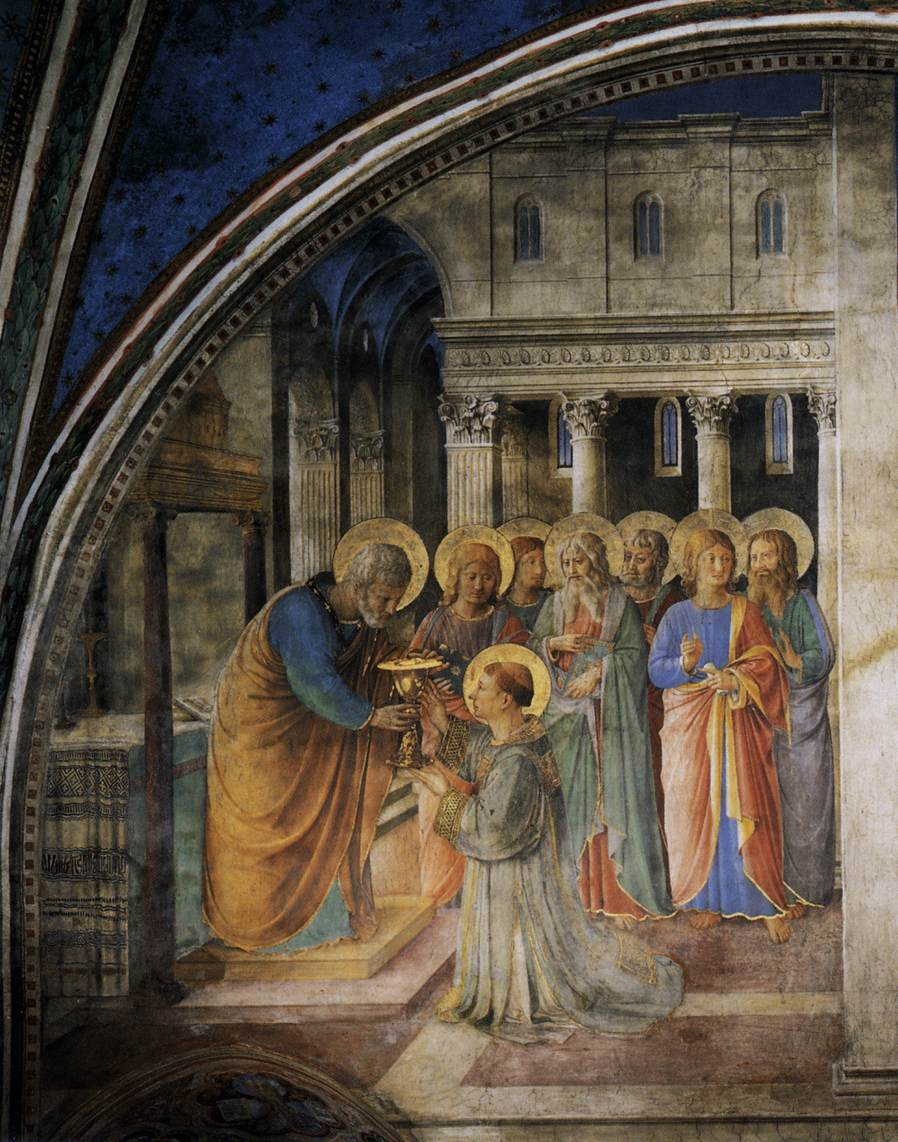
Pedro consagrando os Sete Diáconos. Estevão está ajoelhado.
Parte de um afresco na Capela Nicolina, por Fra Angelico

Os Sete Diáconos foram líderes eleitos pela igreja antiga para pregar para as pessoas de Jerusalém. Consta que houve lamentos da parte dos "judeus que falavam grego" ("hellēnistōn") contra os "judeus que falavam hebraico" ("hebraious") porque suas viúvas estavam sendo preteridas na distribuição (diakoniāi) diária de alimentos (Atos 6:1). Os apóstolos convocaram então os discípulos e propuseram que fosse formada uma comissão de "sete homens acreditados (martyroumenous), cheios de espírito e de sabedoria" (Atos 6:3), que se incumbiriam da distribuição. Esta história está descrita nos Atos dos Apóstolos (Atos 6:1–7) e os sete são objeto de muitas tradições posteriores, como a que afirma que eles eram todos parte dos Setenta Discípulos que aparecem no Evangelho de Lucas. 
São os sete: Estevão, Filipe, Prócoro, Nicanor, Timão, Parmenas e Nicolau.

## Os diáconos
Apenas Estevão e Filipe são discutidos com alguma profundidade nos Atos e a tradição nada mais acrescenta sobre Nicanor e Parmenas. Estevão se tornou o primeiro mártir da igreja quando ele foi morto por uma multidão, com a complacência de Saulo, o futuro apóstolo Paulo (Atos 8:1). Filipe evangelizou a Samaria, onde ele converteu Simão Mago e um eunuco da Etiópia, um ato que tradicionalmente marca o início da Igreja Ortodoxa Etíope.
A tradição afirma que Prócoro era sobrinho de Estevão e o companheiro de João Evangelista, que o consagrou bispo de Nicomédia, na Bitínia (atualmente na Turquia). A ele também foi atribuída a autoria do apócrifo Atos de João e acredita-se que ele tenha terminado sua vida como um mártir na Antioquia no século I d.C. De acordo com os Annales Ecclesiastici de Barônio, atualmente considerado como historicamente incorreto, Nicanor era um judeu cipriota que retornou para sua terra natal e morreu lá como um mártir em 76. Outros relatos afirmam que ele teria sido martirizado em "Berj", um local não identificado, possivelmente uma confusão com Bótris. Ele é comemorado como um santo no dia 10 de janeiro Acredita-se que Timão tenha sido um judeu helenizado que se tornou um bispo na Grécia ou em Bostra, na Síria. Num relato posterior, sua pregação provocou a fúria de um governador local, que mandou queimá-lo vivo.

### Nicolau e o nicolaísmo
Nicolau, descrito nos Atos como um pagão convertido ao judaísmo, não é lembrado com carinho pelos primeiros escritores cristãos. De acordo com Ireneu de Lyon em sua Adversus Haereses, os nicolaítas, uma seita herética condenada já no Apocalipse, tomou seu nome deste diácono. Na Philosophumena, Hipólito escreve que Nicolau inspirou a seita através de sua indiferença com a vida e pelos prazeres da carne. Seus seguidores tomaram este ensinamento como uma licença para se entregarem à luxúria. A Enciclopédia Católica relata a história de que depois que os apóstolos admoestaram Nicolau por maltratar sua bela esposa por causa de seu ciúme, ele a deixou e permitiu que outro se casasse com ela, dizendo que a carne deveria ser maltratada. O texto também afirma que a veracidade da história é discutível, embora seja provável que os próprios nicolaítas acreditassem que Nicolau era o fundador da seita. Na Stromata, Clemente de Alexandria afirma que a seita corrompeu as palavras de Nicolau, cujo sentido original era controlar os prazeres do corpo, para justificar sua libertinagem.